# サッカーロドス島代表
サッカーロドス島代表（サッカーロドスとうだいひょう）は、ギリシャのロドス島（ロードス島）で編成されるサッカーの地域代表チームである。FIFA及び、UEFAに加盟していない。
ギリシャサッカー協会の後援を受け、国際アイランドゲームズ協会が2年に1度開催するアイランドゲームズに参加している。
2007年に地元ロドス島で開催されたアイランドゲームズ (Men's Football at the 2007 Island Games) では決勝戦まで残り、準優勝となった。